# Élections législatives de 1885 en Charente
Les élections législatives de 1885 ont eu lieu les 4 et 18 octobre 1885.

## Députés élus
|   | Député élu                 |  | Groupe parlementaire |
| - | -------------------------- |  | -------------------- |
| 1 | Edgard Laroche-Joubert     |  | Appel au peuple      |
| 2 | Louis Alban Ganivet        |  | Appel au peuple      |
| 3 | Louis-Eugène Arnous        |  | Appel au peuple      |
| 4 | Gustave Cuneo d'Ornano     |  | Appel au peuple      |
| 5 | John Dumas de Champvallier |  | Appel au peuple      |
| 6 | Charles Boreau-Lajanadie   |  | Appel au peuple      |

## Résultats à l'échelle du département

### Moyenne par liste
| Listes         | Listes                    | Premier tour | Premier tour | Sièges |
| Listes         | Listes                    | Voix         | %            | Sièges |
| -------------- | ------------------------- | ------------ | ------------ | ------ |
|                | Liste conservatrice       | 48 491       | 54,70        | 6      |
|                | Liste républicaine modéré | 39 015       | 44,01        | 0      |
|                |                           |              |              |        |
| Inscrits       | Inscrits                  | 112 037      | 100,00       | 6      |
| Votants        | Votants                   | 88 972       | 79,41        |        |
| Abstention     | Abstention                | 23 065       | 20,59        |        |
| Blancs et nuls | Blancs et nuls            | 331          | 0,37         |        |
| Exprimés       | Exprimés                  | 88 641       | 99,63        |        |

### Par candidats
| Candidat       | Candidat                   | Tendance           | Premier tour | Premier tour |
| Candidat       | Candidat                   | Tendance           | Voix         | %            |
| -------------- | -------------------------- | ------------------ | ------------ | ------------ |
|                | Edgard Laroche-Joubert     | Bonapartiste       | 49 722       | 56,09        |
|                | Louis Alban Ganivet        | Bonapartiste       | 49 290       | 55,61        |
|                | Louis-Eugène Arnous        | Bonapartiste       | 48 577       | 54,80        |
|                | Gustave Cuneo d'Ornano     | Bonapartiste       | 47 893       | 54,03        |
|                | John Dumas de Champvallier | Bonapartiste       | 47 842       | 53,97        |
|                | Charles Boreau-Lajanadie   | Bonapartiste       | 47 623       | 53,73        |
|                |                            |                    |              |              |
|                | André Duclaud              | Républicain modéré | 40 091       | 45,23        |
|                | Jean Marrot                | Républicain modéré | 39 184       | 44,21        |
|                | Trarieux                   | Républicain modéré | 39 935       | 45,05        |
|                | Delamain                   | Républicain modéré | 38 804       | 43,78        |
|                | Sonquet                    | Républicain modéré | 38 290       | 43,20        |
|                | Donzole                    | Républicain modéré | 37 785       | 42,63        |
|                |                            |                    |              |              |
| Inscrits       | Inscrits                   | Inscrits           | 112 037      | 100,00       |
| Votants        | Votants                    | Votants            | 88 972       | 79,41        |
| Abstention     | Abstention                 | Abstention         | 23 065       | 20,59        |
| Blancs et nuls | Blancs et nuls             | Blancs et nuls     | 331          | 0,37         |
| Exprimés       | Exprimés                   | Exprimés           | 88 641       | 99,63        |